# Codice ATC D06
Il codice ATC D06 "Antibiotici  e chemioterapici per uso dermatologico" è un sottogruppo del sistema di classificazione Anatomico Terapeutico e Chimico, un sistema di codici alfanumerici sviluppato dall'OMS per la classificazione dei farmaci e altri prodotti medici. Il sottogruppo D06 fa parte del gruppo anatomico D, farmaci per l'apparato tegumentario.
Codici per uso veterinario (codici ATCvet) possono essere creati ponendo la lettera Q di fronte al codice ATC umano: QD06... I codici ATCvet senza corrispondente codice ATC umano sono riportati nella lista seguente con la Q iniziale.
Numeri nazionali della classificazione ATC possono includere codici aggiuntivi non presenti in questa lista, che segue la versione OMS.

## D06A Antibiotici per uso topico

### D06AA Tetracicline e derivati
D06AA01 Demeclociclina
D06AA02 Clortetraciclina
D06AA03 Ossitetraciclina
D06AA04 Tetracicline
QD06AA52 Clortetraciclina, associazioni
QD06AA53 Ossitetraciclina, associazioni
QD06AA54 Tetraciclina, associazioni

### D06AX Altri antibiotici per uso topico
D06AX01 Acido fusidico
D06AX02 Cloramfenicolo
D06AX04 Neomicina
D06AX05 Bacitracina
D06AX07 Gentamicina
D06AX08 Tirotricina
D06AX09 Mupirocina
D06AX10 Virginiamicina
D06AX11 Rifaximina
D06AX12 Amikacina
D06AX13 Retapamulina
QD06AX99 Altri antibiotici per uso topico, associazioni

## D06B Chemioterapici per uso topico

### D06BA Sulfonamidici
D06BA01 Sulfadizina argentica
D06BA02 Sulfatiazolo
D06BA03 Mafenide
D06BA04 Sulfametizolo
D06BA05 Sulfanilamide
D06BA06 Sulfamerazina
QD06BA30 Combinazioni di chemioterapici per uso topico
D06BA51 Sulfadiazina argentica, associazioni
QD06BA53 Mafenide, associazioni
QD06BA90 Formosulfatiazolo
QD06BA99 Sulfonamide, associazioni

### D06BB Antivirali
D06BB01 Idoxuridina
D06BB02 Tromantadina
D06BB03 Aciclovir
D06BB04 Podofillotossina
D06BB05 Inosina
D06BB06 Penciclovir
D06BB07 Lysozyme
D06BB08 Ibacitabina
D06BB09 Edoxudina
D06BB10 Imiquimod
D06BB11 Docosanolo
D06BB12 Sinecatechina
D06BB53 Aciclovir, associazioni

### D06BX Altri chemioterapici
D06BX01 Metronidazolo
D06BX02 Ingenolo mebutato

## D06C Antibiotici e chemioterapici, associazioni
Gruppo vuoto